# De Peetmoeder
De Peetmoeder is een Nederlandse speelfilm uit 1977 van Tom Manders jr., een zoon van 'Dorus'. Het scenario werd geschreven door zijn oom Kees Manders. Ze produceerden de film - bedoeld als een persiflage op de Amerikaanse maffiafilm The Godfather (1972) - samen.

## Verhaal
De platenmaatschappijen Blue Label en White Label zijn in een concurrentieslag verwikkeld. Misdaadkoningin Dolores Mandera (Teddy Schaank) wil haar zingende zoon Ricardo Mandera als ster lanceren, maar gebruikt White Label vooral als dekmantel voor louche praktijken.

## Rolverdeling
Naast enkele bekende acteurs speelden vooral amateurs mee; op een advertentie reageerden 500 gegadigden.
| Acteur          | Personage          |
| --------------- | ------------------ |
| Bert Dijkstra   | uitvinder Henri    |
| Dolf Ephraïm    | Carlos             |
| Ricardo Manders | zanger Ricardo     |
| Sasi Naz        | zangeres Norma     |
| Cees van Oyen   | onbekend           |
| Teddy Schaank   | Dolores Mandera    |
| Dick Swidde     | professor Waldorff |

## Productie
De film werd op 54 locaties opgenomen. Hij kostte meer dan een miljoen gulden, en werd geheel door de familie Manders en vrienden gefinancierd; er werd geen beroep gedaan op het Productiefonds.
Van de twaalf door Kees Manders voor de film geschreven en gecomponeerde liedjes werd nog voor de première een langspeelplaat uitgebracht.

## Ontvangst
Volgens filmcriticus Paul Hellman van het Algemeen Dagblad ontbrak aan de film "een verhaal of iets wat daarop lijkt". Paul Bollen van Nieuwsblad van het Noorden hekelde de "penozegrollen van de schijnbaar onuitroeibare Amsterdamse humor-terreur", en de "fantasieloze liedjes en treurigmakende dialogen". De film flopte volledig, en de twee door Kees Manders reeds aangekondigde films werden niet gemaakt.